# Рубанко, Геннадий Иванович
Генна́дий Ива́нович Рубанко́ (23 апреля 1933, село Ключи, Алтайский край — 1 января 2009, Москва) — советский строитель нефтегазового комплекса.

## Биография
Родился 23 апреля 1933 года в селе Ключи Алтайского края.
В 1957 году окончил Ленинградский политехнический институт имени М. И. Калинина, после чего был техником-лаборантом, мастером, прорабом, начальником участка, главным инженером специализированного управления № 13 Сварочно-монтажного треста Главгаза СССР вплоть до 1961 года.
С 1961 года назначен главным сварщиком треста в Алма-Ате. В 1964 становится начальником строительно-монтажного управления № 13 Сварочно-монтажного треста Газпрома СССР (Урай), а в 1968 году начальником СУ-10 треста «Нефтепроводмонтаж» (Игрим) Газпрома СССР.
В 1970—1978 — главный инженер, управляющий трестом «Спецгазстрой» (переименован в «Сургуттрубопроводстрой») Миннефтегазстроя СССР.
С 1978 года — заместитель начальника УКСа объединения «Юганскнефтегаз» (Нефтюганск). В 1980 — заместитель управляющего трестом «Центркомплектмонтаж», начальник ряда строительных управлений, управляющий трестом «Лянтортрубопроводстрой». А с 1988 года по 1991 год — заместитель председателя правления акционерного общества «ИНЭП».
Принимал непосредственное участие и руководил большими коллективами на строительстве нефтепроводов «Дружба», Казань — Горький, Шаим — Тюмень, Усть-Балык — Омск, Усть-Балык — Курган — Альметьевск, Самотлор — Куйбышев, Сургут — Полоцк.
Принимал участие на строительстве газопроводов Баку — Тбилиси — Акстафа — Ереван, Горький — Череповец, Вынапур — Челябинск, Надым — Пунга, Уренгой — Помары — Ужгород.
Принимал участие на обустройстве газовых месторождений Игримское,Пахромское, Медвежье, Уренгойское, Ямбургское и нефтяных Шаимского, Сургутских, Юганских, Самотлор, Фёдоровское, Правдинское, Лянторское и др.
Геннадий Иванович Рубанко умер в Москве 1 января 2009 года.

## Награды
- Два ордена Трудового Красного Знамени
- Медали
- Знак «Отличник Газпрома»
- Звание «Почетный работник Миннефтегазстроя»
- Звание «Отличник Миннефтегазстроя»
- Почетая грамота Тюменской областной Думы (24 апреля 2008)[2]

## Семья
Геннадий был официально женат на Рубанко Нине Фёдоровне. Имеет трех детей: Фоменко Татьяна Геннадьевна, Рубанко Вячеслав Геннадьевич, Сукачева Марина Геннадьевна. Есть внуки.

## Память
Административный проезд в Сургуте переименовали в проезд имени Рубанко.